# Glenea silhetica
Glenea silhetica é uma espécie de escaravelho da família Cerambycidae.